# Uriac
Uriat (en francès Huriel) és un municipi francès, situat al departament de l'Alier i a la regió d'Alvèrnia-Roine-Alps. L'any 2007 tenia 2.460 habitants.

## Demografia

### Població
El 2007 la població de fet d'Uriat era de 2.460 persones. Hi havia 1.076 famílies de les quals 304 eren unipersonals (132 homes vivint sols i 172 dones vivint soles), 392 parelles sense fills, 320 parelles amb fills i 60 famílies monoparentals amb fills.
La població ha evolucionat segons el següent gràfic:
Habitants censats

### Habitatges
El 2007 hi havia 1.313 habitatges, 1.092 eren l'habitatge principal de la família, 76 eren segones residències i 145 estaven desocupats. 1.241 eren cases i 64 eren apartaments. Dels 1.092 habitatges principals, 860 estaven ocupats pels seus propietaris, 204 estaven llogats i ocupats pels llogaters i 28 estaven cedits a títol gratuït; 10 tenien una cambra, 48 en tenien dues, 214 en tenien tres, 388 en tenien quatre i 432 en tenien cinc o més. 924 habitatges disposaven pel capbaix d'una plaça de pàrquing. A 463 habitatges hi havia un automòbil i a 530 n'hi havia dos o més.

### Piràmide de població
La piràmide de població per edats i sexe el 2009 era:
| Homes | Edats   | Dones |
| ----- | ------- | ----- |
| 0     | 95 o +  | 4     |
| 8     | 90 a 94 | 12    |
| 16    | 85 a 89 | 24    |
| 28    | 80 a 84 | 44    |
| 60    | 75 a 79 | 68    |
| 52    | 70 a 74 | 44    |
| 44    | 65 a 69 | 72    |
| 60    | 60 a 64 | 56    |
| 60    | 55 a 59 | 60    |
| 132   | 50 a 54 | 88    |
| 88    | 45 a 49 | 96    |
| 92    | 40 a 44 | 96    |
| 112   | 35 a 39 | 92    |
| 64    | 30 a 34 | 108   |
| 68    | 25 a 29 | 56    |
| 44    | 20 a 24 | 28    |
| 96    | 15 a 19 | 56    |
| 84    | 10 a 14 | 64    |
| 36    | 5 a 9   | 76    |
| 36    | 0 a 4   | 56    |

## Economia
El 2007 la població en edat de treballar era de 1.563 persones, 1.119 eren actives i 444 eren inactives. De les 1.119 persones actives 1.046 estaven ocupades (572 homes i 474 dones) i 73 estaven aturades (31 homes i 42 dones). De les 444 persones inactives 185 estaven jubilades, 109 estaven estudiant i 150 estaven classificades com a «altres inactius».

### Ingressos
El 2009 a Huriel hi havia 1.114 unitats fiscals que integraven 2.565,5 persones, la mediana anual d'ingressos fiscals per persona era de 16.944 €.

### Activitats econòmiques
Dels 77 establiments que hi havia el 2007, 4 eren d'empreses extractives, 2 d'empreses alimentàries, 1 d'una empresa de fabricació de material elèctric, 5 d'empreses de fabricació d'altres productes industrials, 9 d'empreses de construcció, 14 d'empreses de comerç i reparació d'automòbils, 5 d'empreses de transport, 2 d'empreses d'hostatgeria i restauració, 1 d'una empresa d'informació i comunicació, 2 d'empreses financeres, 3 d'empreses immobiliàries, 9 d'empreses de serveis, 12 d'entitats de l'administració pública i 8 d'empreses classificades com a «altres activitats de serveis».
Dels 24 establiments de servei als particulars que hi havia el 2009, 1 era una oficina d'administració d'Hisenda pública, 1 gendarmeria, 1 oficina de correu, 1 una oficina bancària, 1 funerària, 1 taller de reparació d'automòbils i de material agrícola, 1 taller d'inspecció tècnica de vehicles, 1 paleta, 2 guixaires pintors, 1 fusteria, 4 lampisteries, 1 electricista, 4 perruqueries, 2 veterinaris, 1 restaurant i 1 agència immobiliària.
Dels 8 establiments comercials que hi havia el 2009, 1 era un supermercat, 1 una botiga de menys de 120 m², 2 fleques, 1 una carnisseria, 1 una llibreria, 1 una sabateria i 1 un drogueria.
L'any 2000 a Huriel hi havia 54 explotacions agrícoles que ocupaven un total de 1.836 hectàrees.

## Equipaments sanitaris i escolars
El 2009 hi havia 2 farmàcies i 2 ambulàncies.
El 2009 hi havia 1 escola maternal i 1 escola elemental. Huriel disposava d'un col·legi d'educació secundària amb 229 alumnes.

## Poblacions més properes
El següent diagrama mostra les poblacions més properes.